# Doc Holliday
John Henry "Doc" Holliday (Griffin, Georgia, 14 de agosto de 1851 - Glenwood Springs, 8 de novembro de 1887) foi um dos maiores mitos do velho oeste, apesar de ser dentista, profissão da qual se orgulhava, seu sustento era derivado da sua habilidade à mesa de pôquer, a qual era significativa.
Por conta de sua doença (tuberculose), Doc tornou-se dependente do álcool, na busca de aliviar os sintomas de sua enfermidade. Também com essa intenção, viajou para a região desértica do Arizona, em busca de um clima mais seco. No entanto, ele não conseguia ficar longe de problemas por muito tempo. Cavalheiro alto, elegante, culto, familiar com o latim, o grego e o francês, dificilmente passava despercebido e tinha um talento nato para fazer inimigos. Dono de uma destreza inigualável com a arma na mão, Doc logo ficou famoso, sobretudo por participar de um dos principais eventos do "Velho Oeste", o tiroteio no "O.k. Corral", ao lado de seu grande amigo Wyatt Earp: o maior xerife que os EUA conheceu. Earp descreveu Doc da seguinte forma: “O mais veloz e o mais mortal homem com uma arma" que ele já tinha visto. Doc era uma fortaleza mental, detentor de uma inteligência cáustica, o que contribuía para que manifestasse indiferença profunda em situações perigosas.
Doc se relacionou amorosamente com Kate Fisher e manteve uma rivalidade com o famigerado pistoleiro Johnny Ringo, triângulo muito explorado no cinema. 

## As armas de Doc Holliday
Doc Holliday costumava usar as seguintes armas:
- Espingarda de dois canos, com coronha e canos serrados, calibre 10 da marca Meteor, portada em uma bandoleira sob o casaco;

- Revólver Colt modelo 1851, convertido na fábrica para cartuchos .38 de fogo circular;

- Uma pistola Remington Derringer de dois canos, calibre .41, presente de sua namorada Kate "Big Nose" Fisher;

- Uma faca Bowie pendurada em uma bainha sob a axila.

## Tiroteio do Curral Ok
Localizado em Tombstone, Arizona, nos Estados Unidos, o curral tinha uma cerca de madeira, uma ferraria e espaço para meia dúzia de carroças e cavalos, os quais geralmente chegavam exaustos e bebiam a água dos cochos com sofreguidão. No dia 26 de outubro de 1881, três irmãos da família Earp - Wyatt, Morgan e Virgil -, reforçados por Doc Holliday, resolveram apelar (depois de muito enrosco) para um dramático tiroteio contra Ike e Billy Clanton, Frank e Thomas McLaury, e Bill Brocius. Era matar ou morrer, sem opção alguma no meio. Quando as balas pararam de voar, meros 30 segundos após ter iniciado o confronto, havia três mortos contorcidos sangrando no meio da poeira: os dois McLaury e o mais jovem dos Clanton, Billy. Ike e Brocius conseguiram fugir.